# Финал Кубка Англии по футболу 1881
Финал Кубка Англии по футболу 1881 — футбольный матч, завершавший розыгрыш Кубка Англии сезона 1880/81 и прошедший 9 апреля 1881 года на лондонском стадионе «Кеннингтон Овал». В нём встретились «Олд Картузианс» и «Олд Итонианс». «Олд Картузианс» выиграл со счётом 3:0 благодаря голам Эдварда Уиньярда, Эдуарда Хагарти Парри и Александера Тода.

## Матч
Это было первое участие «Олд Картузианс» в финале Кубка Англии. «Олд Итонианс», который играл в финале в четвёртый раз, по предматчевым прогнозам должен был без проблем выиграть трофей. Однако «Олд Картузианс» уверенно выиграл матч благодаря голам Тедди Уиньярда, Эдуарда Хагарти Парри и Александера Тода.

### Составы
| Олд Картузианс           | 3:0     | Олд Итонианс |
| ------------------------ | ------- | ------------ |
| - Уиньярд - Парри - Тодд | (отчёт) |              |

| Олд Картузианс | Олд Итонианс |

| Вр  | Леонард Джиллетт     |  |
| Защ | Уолтер Норрис        |  |
| Защ | Сэр Эллиотт Колвин   |  |
| Хав | Джеймс Принсеп       |  |
| Хав | Сэр Джозеф Винтсент  |  |
| Хав | Уолтер Ханселл       |  |
| Нап | Льюис Ричардс        |  |
| Нап | Уильям Пейдж         |  |
| Нап | Эдвард Уиньярд       |  |
| Нап | Эдуард Хагарти Парри |  |
| Нап | Александер Тод       |  |

| Вр  | Джон Ролинсон     |  |
| Защ | Чарльз Фоли       |  |
| Защ | Томас Френч       |  |
| Хав | Артур Киннэрд     |  |
| Хав | Брайан Фаррер     |  |
| Хав | Реджинальд Маколи |  |
| Нап | Гарри Гудхарт     |  |
| Нап | Херберт Уитфелд   |  |
| Нап | Филипп Новелли    |  |
| Нап | Уильям Андерсон   |  |
| Нап | Джон Шевалье      |  |